# バラエティドラマCD 絶対迷宮グリム 〜七つの鍵と楽園の乙女〜
『バラエティドラマCD 絶対迷宮グリム 〜七つの鍵と楽園の乙女〜』（バラエティドラマCD ぜったいめいきゅうグリム ななつのかぎとらくえんのおとめ）は、ゲーム作品『絶対迷宮グリム 〜七つの鍵と楽園の乙女〜』のオリジナル・ドラマCDシリーズ。2010年12月29日にジェネオン・ユニバーサルから同時発売された、全2枚。

## 〜森に隠れた月の館〜
1. 森に隠れた月の館 その1 (ドラマpart) [12:38]
2. 森に隠れた月の館 その2 (ドラマpart) [13:07]
3. 森に隠れた月の館 その3 (ドラマpart) [7:38]
4. 迷宮入りラジオ (ラジオpart) [20:01]
5. ヘンリエッタ (シチュエーションpart) [1:49]
6. ルートヴィッヒ (シチュエーションpart) [2:16]
7. あかずきん (シチュエーションpart) [1:37]
8. ハーメルン (シチュエーションpart) [1:58]
9. 蛙の王子 (シチュエーションpart) [2:30]

## 〜危険な魔法の毒林檎!?〜
1. 危険な魔法の毒林檎!? その1 (ドラマpart) [16:20]
2. 危険な魔法の毒林檎!? その2 (ドラマpart) [9:25]
3. 危険な魔法の毒林檎!? その3 (ドラマpart) [6:45]
4. 迷宮入りラジオ (ラジオpart) [15:04]
5. ヘンリエッタ (シチュエーションpart) [1:26]
6. ルートヴィッヒ (シチュエーションpart) [1:48]
7. あかずきん (シチュエーションpart) [1:41]
8. いばらの王子 (シチュエーションpart) [2:00]
9. ヤギオ (シチュエーションpart) [1:26]
10. 白雪姫 (シチュエーションpart) [1:33]
11. 小人 (シチュエーションpart) [0:57]